# Akela Col
Akela Col är ett bergspass i Antarktis. Det ligger i Västantarktis. Argentina, Chile och Storbritannien gör anspråk på området. Akela Col ligger 450 meter över havet.
Terrängen runt Akela Col är huvudsakligen kuperad, men åt sydost är den platt. Havet är nära Akela Col åt nordväst. Trakten är glest befolkad. Närmaste befolkade plats är Mendel Polar Station, 19,9 kilometer nordost om Akela Col. 